# Polizeiruf 110: Die Schrottwaage
Die Schrottwaage ist ein deutscher Kriminalfilm von Heinz Seibert aus dem Jahr 1971. Der Fernsehfilm erschien als 2. Folge der Filmreihe Polizeiruf 110.

## Handlung
Am Waldrand einer Landstraße wird ein Toter gefunden. Es handelt sich um den Wiegemeister Willi Waldmann. Die Kriminalpolizei beginnt zu ermitteln. Aufmerksam registrieren Oberleutnant Fuchs und Leutnant Vera Arndt die Ergebnisse der Spurensicherung durch den Hundeführer. Eine Reihe von Unklarheiten erschwert den beiden Kriminalisten die Aufhellung des Falles. Sicher ist: Der Tote war in eine heftige Schlägerei verwickelt.
Zwischen Klaus, Jürgen und Werner entbrennt derweil ein heftiger Streit. Haben die drei Jungen mit dem Tod des Wiegemeisters etwas zu tun? Bekannt ist, dass Waldmann kurz vor der Tatzeit in großer Erregung das Jugendklubhaus verließ.
Den Kriminalisten scheint einiges äußerst verdächtig. War möglicherweise „Schrottmanipulation“ die Ursache für den gewaltsamen Tod von Waldmann? Auf eine entsprechende Frage weiß aber der Betriebsleiter nichts Negatives über seinen ehemaligen Mitarbeiter zu berichten. Kategorisch lehnt er die Vermutung von Oberleutnant Fuchs ab: „Ich habe mich schon erkundigt. Waldmann hat nie Schrott abgeliefert!“ Trotzdem führen alle Spuren zum Schrottplatz.
Für Oberleutnant Fuchs und Leutnant Vera Arndt wird die Schrottwaage zu einem wichtigen Angelpunkt bei der Aufklärung des zweiten Falles aus der DFF-Kriminalfilmreihe Polizeiruf 110.

## Produktion
Die Drehzeit ist unbekannt. Einzige bisher bekannte Drehorte sind der Schrottplatz und das Krankenhaus in Berlin-Weißensee.
Zu Die Schrottwaage liegen derzeit lediglich Film-Fragmente in einer Gesamtlänge von 15:11 Minuten vor (Klubhaus innen, Büro der Volkspolizei). Der Ton für diese beiden Szenen liegt vor. Ein kurzer Ausschnitt ist in dem SWR-Hörfunkfeature Und eher regnet es Tinte – Der Mordfall Hagedorn und ein Filmverbot von Thomas Gaevert zu hören.
Ein Zuschauer kritisierte damals den Abtransport des Toten mit einem Krankenwagen – dies sei nur mit einem Leichenwagen erlaubt.
Nur zwei Filme konnten 1971 fertiggestellt werden: Der Fall Lisa Murnau und Die Schrottwaage mit einem für eine in der Startphase befindliche Serie ungünstigen langen Abstand von mehr als drei Monaten. Erst ab Januar 1972 stellte sich eine kontinuierliche Sendefolge ungefähr in Monatsabständen ein.